# Танкова рота

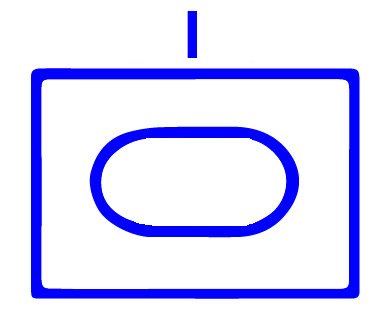
Позначення танкової роти армій країн НАТО

Танкова рота — тактичний підрозділ Сухопутних військ, призначена для виконання тактичних завдань як самостійно, так і у взаємодії з підрозділами інших родів військ і підрозділами забезпечення та тилу, підрозділами інших військових формувань або можуть бути додані їм під час вирішення спеціальних завдань.
Танкова рота, яка додана механізованому батальйону, діє  у повному складі, а під час наступу в місті, горах, лісі може повзводно додаватися механізованим ротам. Танкова рота може діяти у головній, боковій і тильній похідних заставах.
Танкова рота може діяти в рейдовому загоні. Їй призначаються напрямок і рубежі переходу до рейдових дій та відходу після виконання бойового завдання.

## Танкова рота ЗСУ
Характеристики та призначення танкової роти у складі ЗСУ:

### Завдання танкової роти ЗСУ
1. в обороні — утримання важливих районів, рубежів і позицій, відбиття наступу противника і завдання ураження його військам, які наступають;
Побудова оборони танкової роти містить: бойовий порядок роти; систему опорних пунктів і вогневих позицій; систему вогню; систему інженерних загороджень. Основні зусилля роти в обороні зосереджуються на головному напрямі наступу противника й утриманні найбільш важливого району (об'єкта) місцевості. Бойовий порядок роти будується в один або два ешелони. Залежно від характеру місцевості взводи в опорному пункті роти можуть розташовуватися кутом назад (вперед), уступом праворуч (ліворуч) та інше розташування, яке забезпечить кращу організацію системи вогню перед фронтом і на флангах опорного пункту.
2. у наступі – прорив оборони противника, розгром (знищення) підрозділів, що обороняються, захоплення важливих районів, рубежів і об'єктів, форсування водних перешкод, переслідування противника, який відходить, ведення зустрічних боїв, здійснення рейдових дій.
Танкова рота наступає на фронті до 1 км, а на ділянці прориву — до 500 м. Танковій роті в наступі вказують найближче завдання роти та напрямок продовження наступу.

### Організація танкової роти ЗСУ
До складу танкової роти

Організація танкової роти ЗСУ

входять: управління (1 танк) і 3 взводи (по 3 танки в кожному).
Всього в танковій роті — 38 особи.
Танків — 10 (3х3+1)
На озброєнні в особового складу: автомати АК, пістолети ПМ

### Управління танкової роти
1. командир роти
2. заступник командира роти з морально-психологічного забезпечення
3. заступник командира роти з озброєння
4. головний сержант роти
5. командир танку
6. старший механік-водій

## Організація танкової роти армії США
Танкова рота армії США складається з управління (2 танки) і 3 танкових взводів (по 4 танки в кожному).
Всього в танковій роті — 61 особа, з них в управлінні — 13 осіб.
Танків M1 Abrams — 14
Автомобілів — 2
Радіостанцій — 16
Танкова рота може вирішувати завдання самостійно, перебуваючи у першому або другому ешелоні, або придаватись мотопіхотному батальйону. Танковій роті у наступі призначається найближче завдання глибиною 2-3 км і в напрямках подальшого наступу — на глибину до 8 км. Дистанція між танками 50-100 м.